# Bondi (Sydney)
Bondi ist ein Stadtteil der australischen Metropole Sydney, New South Wales, und liegt etwa sieben Kilometer östlich des Central Business Districts (Stadtzentrum) im Waverley Council. Bondi ist größtenteils Wohngebiet mittleren bis gehobenen Standards mit einer Haupteinkaufsstraße, der Bondi Road. In dem Stadtteil wohnen 10.411 Einwohner (Stand 2021).
Das kommerzielle Zentrum dieser Gegend befindet sich im benachbarten Vorort Bondi Junction. Von großer Bedeutung ist der berühmte Bondi Beach, der unweit im benachbarten und gleichnamigen Stadtteil liegt.

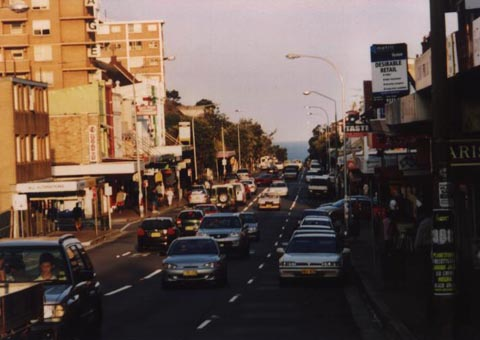
Bondi Road

In Bondi ereignete sich Australiens erster Fall einer aufsehenerregenden Kindesentführung. Der achtjährige Graeme Thorne wurde, nachdem seine Eltern in einer Opernhaus-Lotterie einen sehr großen Betrag gewonnen hatten, entführt und von dem im australischen Clontarf, einem Vorort von Sydney, wohnhaften Täter (Stephan Leslie Bradley) wurde eine Lösegeldforderung gestellt. Es fand eine großangelegte, australische Truppenteile mit einbeziehende Fahndung statt. Am 16. August 1960 wurde Graeme jedoch ermordet aufgefunden.